# هيلدا نيومان
هيلدا نيومان (بالألمانية: Hilde Neumann)‏ هي محامية ألمانية، ولدت في 13 أبريل 1905 في برلين في ألمانيا، وتوفي بنفس المكان في 11 سبتمبر 1959.